# 长孙顺
长孙顺（？—？），西汉时期淄川人，王吉将《韩诗》传授给长孙顺，长孙顺官至博士，丰部刺史。《韩诗》从此分为王氏、食氏和长孙氏三个学派。长孙顺又将《韩诗》传授给东海人髮福，髮福也位列高官。